# Tekāri
Tekāri är en ort i Indien.   Den ligger i distriktet Gayā och delstaten Bihar, i den nordöstra delen av landet, 900 km sydost om huvudstaden New Delhi. Tekāri ligger 97 meter över havet och antalet invånare är 19 063.
Terrängen runt Tekāri är mycket platt, och sluttar norrut. Runt Tekāri är det tätbefolkat, med 356 invånare per kvadratkilometer. Det finns inga andra samhällen i närheten. Trakten runt Tekāri består till största delen av jordbruksmark.